# Batalla (automoción)

Batalla (medida entre los centros rotacionales de las ruedas).

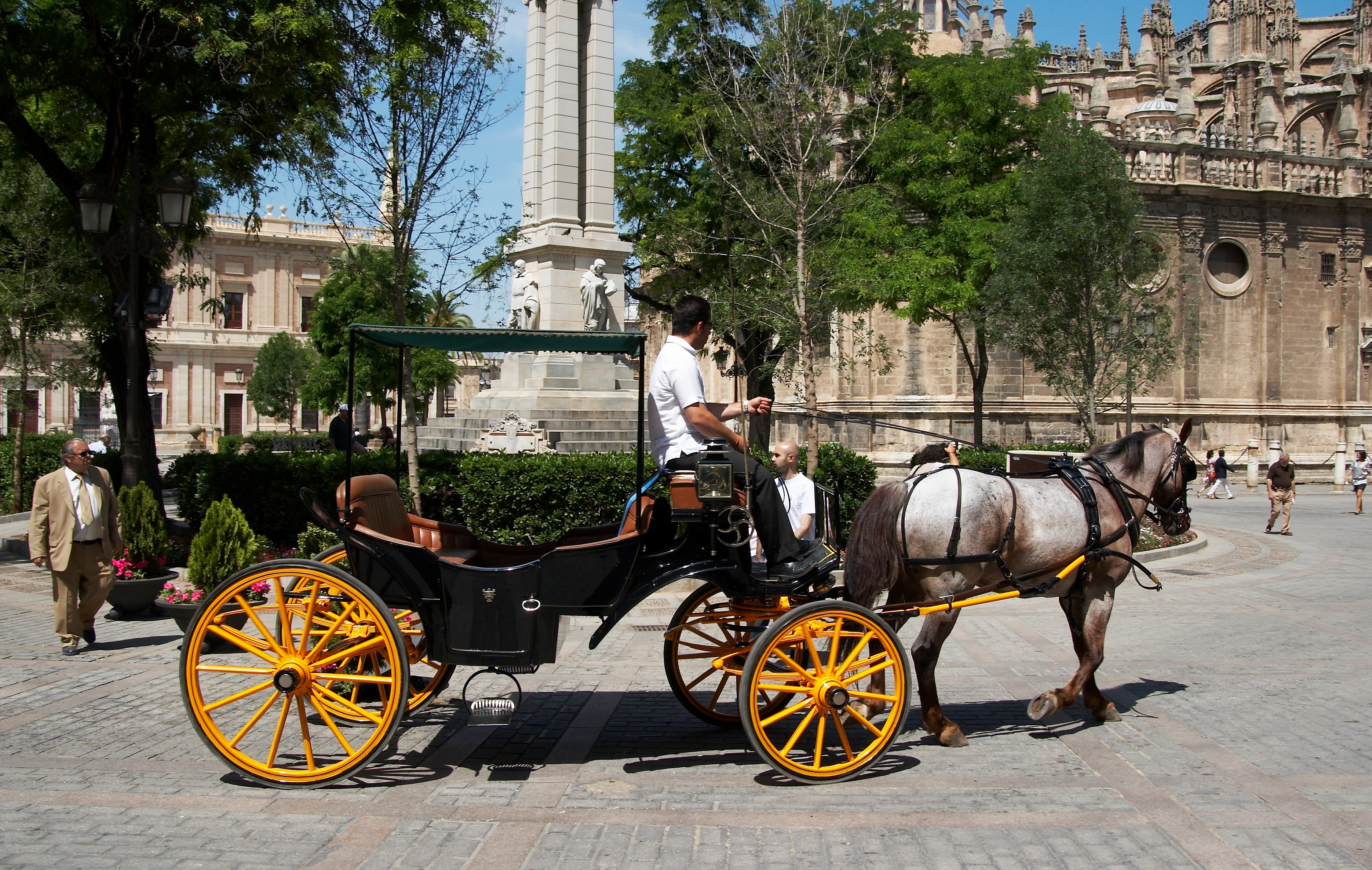
Carruaje con gran «batalla» entre sus ejes.

La batalla, empate o distancia entre ejes es, como su nombre indica, la distancia de eje a eje en los vehículos de cuatro ruedas, aunque por extensión también se usa para medir la distancia entre los pivotes de los bogies en el caso de los ferrocarriles o entre los ejes de un automóvil o motocicleta (ya que ambos tienen también dos ejes), por lo que en términos de automoción se la denomina generalmente como «distancia entre ejes».

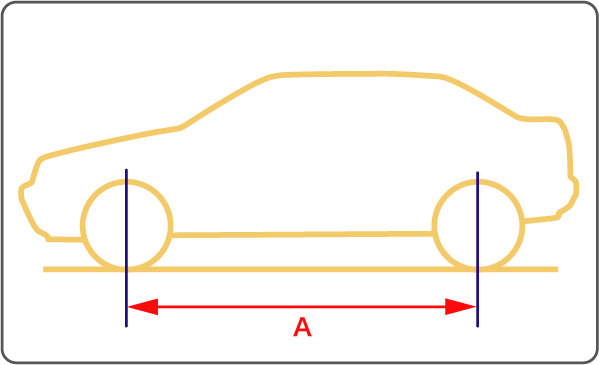
A: Distancia entre ejes

La distancia de eje a eje influye directamente en la estabilidad del vehículo, de modo que una batalla larga hace al vehículo, a priori, más estable que una batalla corta.